# General Lorenzo Vintter
General Lorenzo Vintter era una localidad del departamento de Adolfo Alsina, en la provincia de Río Negro, Argentina. El origen de esta localidad está dado por la estación de ferrocarril del mismo nombre. Está ubicada en la latitud 40°43'60'' Sur y longitud 64°28'60'' Oeste.

## Toponimia
El nombre de esta localidad tiene su origen en el homenaje al General Lorenzo Vintter, un militar argentino de ascendencia alemana. Además, fue gobernador de Río Negro y de Formosa. Su gran carrera militar lo destacó como figura durnate la campaña del Desierto.

## Historia
La localidad nació con la estación. Desde entonces progresó hasta su clímax con la implementación del ramal remolachero Línea Económica al Valle del Río Negro, la cual tenía perfil industrial y traía los productos agrícolas del valle del río Negro hasta Vintter. Mientras se mantuvo activo el Ingenio San Lorenzo, Vintter fue un caserío que albergó a varios cientos de personas en la década del 30 y del 40. 
Para 1961 el ramal de trocha angosta fue cerrado y el pueblo entró en proceso de despoblamiento hasta que en 1993 el ferrocarril fue cerrado por el peronista Carlos Menem y condenó definitivamente al poblado. La actividad ferroviaria se retomó con la empresa SEFEPA desde 1995 y el jefe de estación libró una batalla contra los visitantes que buscaban saquear los valiosos picaportes de bronce, pesadas canillas, alguna maquinaria, básculas y salamandras que permanecían en las casas con el fin de adornar sus casas en San Antonio Oeste o Las Grutas. La batalla se perdió pronto y sólo la estación cuidada se salvó de ser depredada. Sin embargo, la acción heroica poco tiempo duró, ya que la empresa levantó el puesto y el sitio quedó abandonado y depredado. Actualmente, parte de lo que fuera el pueblo permanece en ruinas y sin habitantes y el tanque del aguatero parece un faro sobre las ruinas. Además, permanecen un galpón en el que hubo un generador eléctrico con las cisternas se conservan y un pequeño depósito de durmientes para guardar algunas herramientas a las cuadrillas que llegan semanalmente de San Antonio Oeste a repasar las vías. En tanto, son visibles los restos de lo que fue la comisaría y en ella se pueden apreciar pequeños espacios que se supone fueron calabozos. De la escuela apenas quedan unas vigas y los cimientos.
El pueblo volvió a la opinión pública local a fines de 2008 cuando se presentó un proyecto para incorporar este asentamiento al ejido municipal de Viedma.

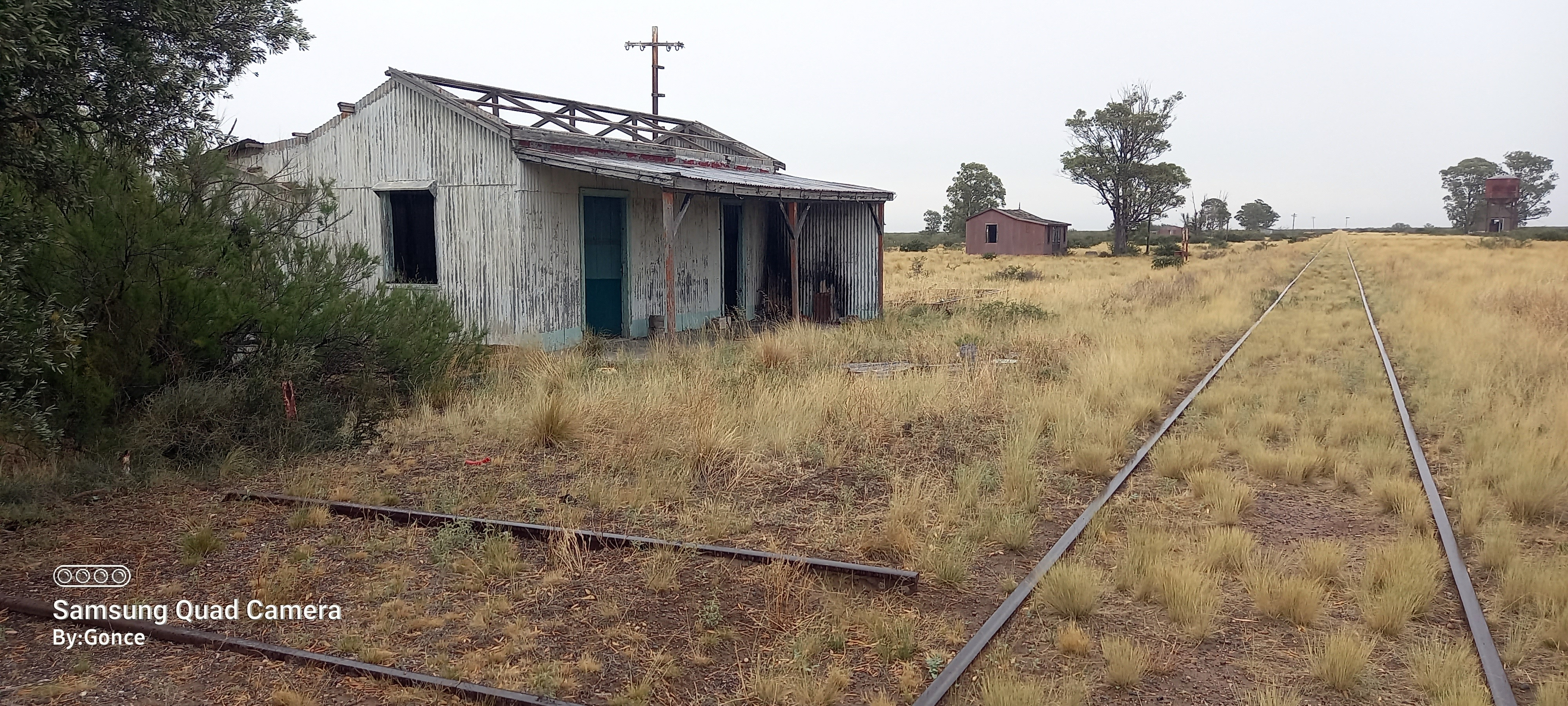
Las estaciones Vintter en desuso y ruinas

## Galería

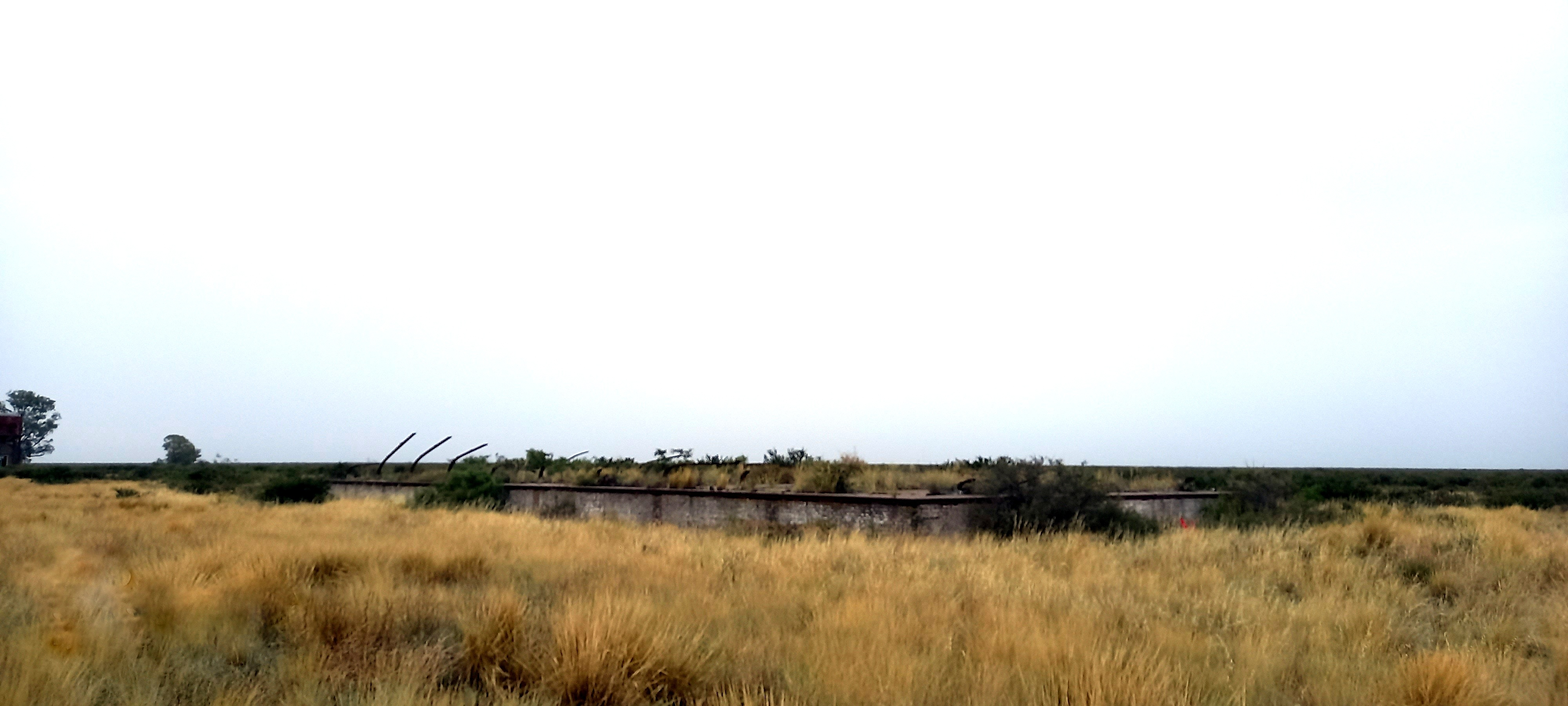
Restos del galpón de cargas frente a las estaciones Vintter.
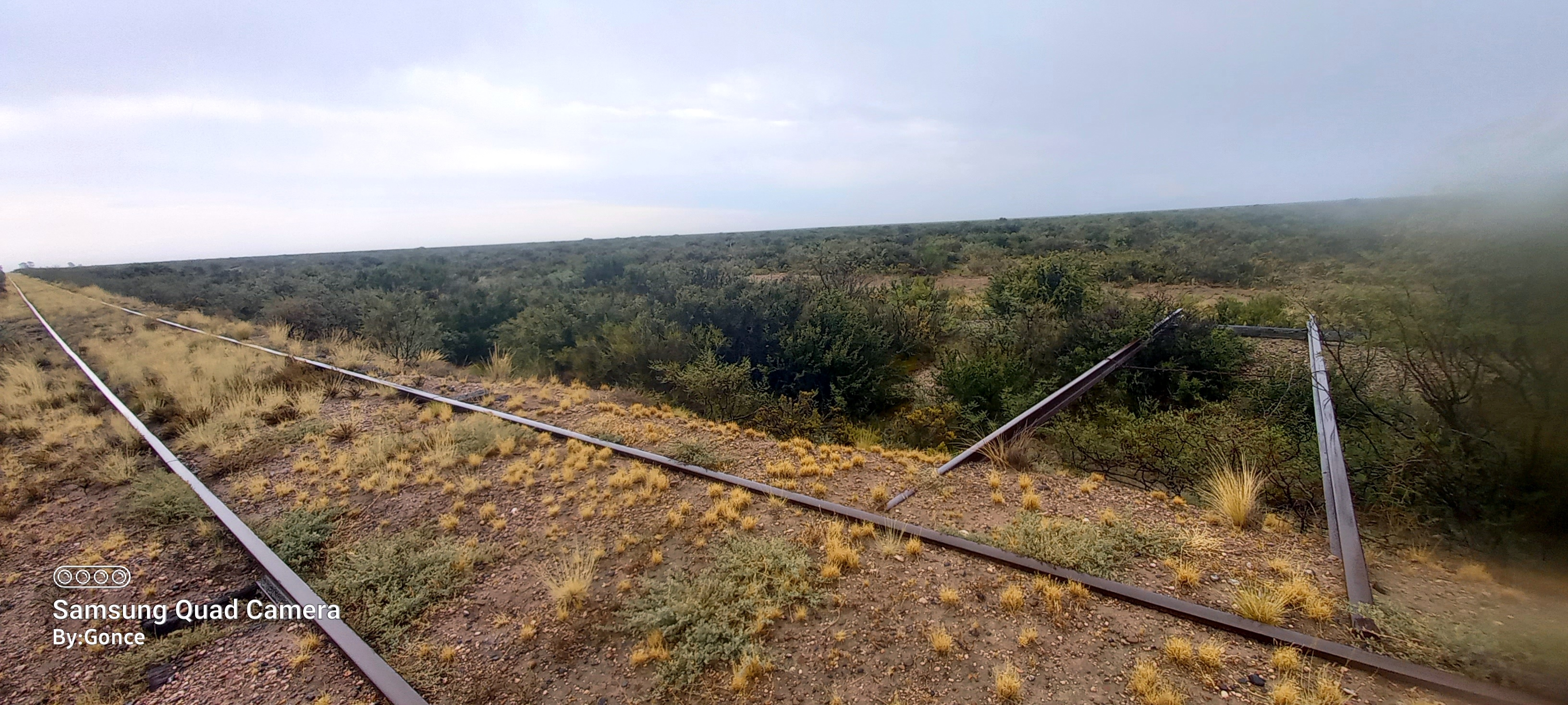
Lugar cercano de empalmecon la vía de 0,75. La vista es hacia Vintter y ya no tiene el tercer riel.
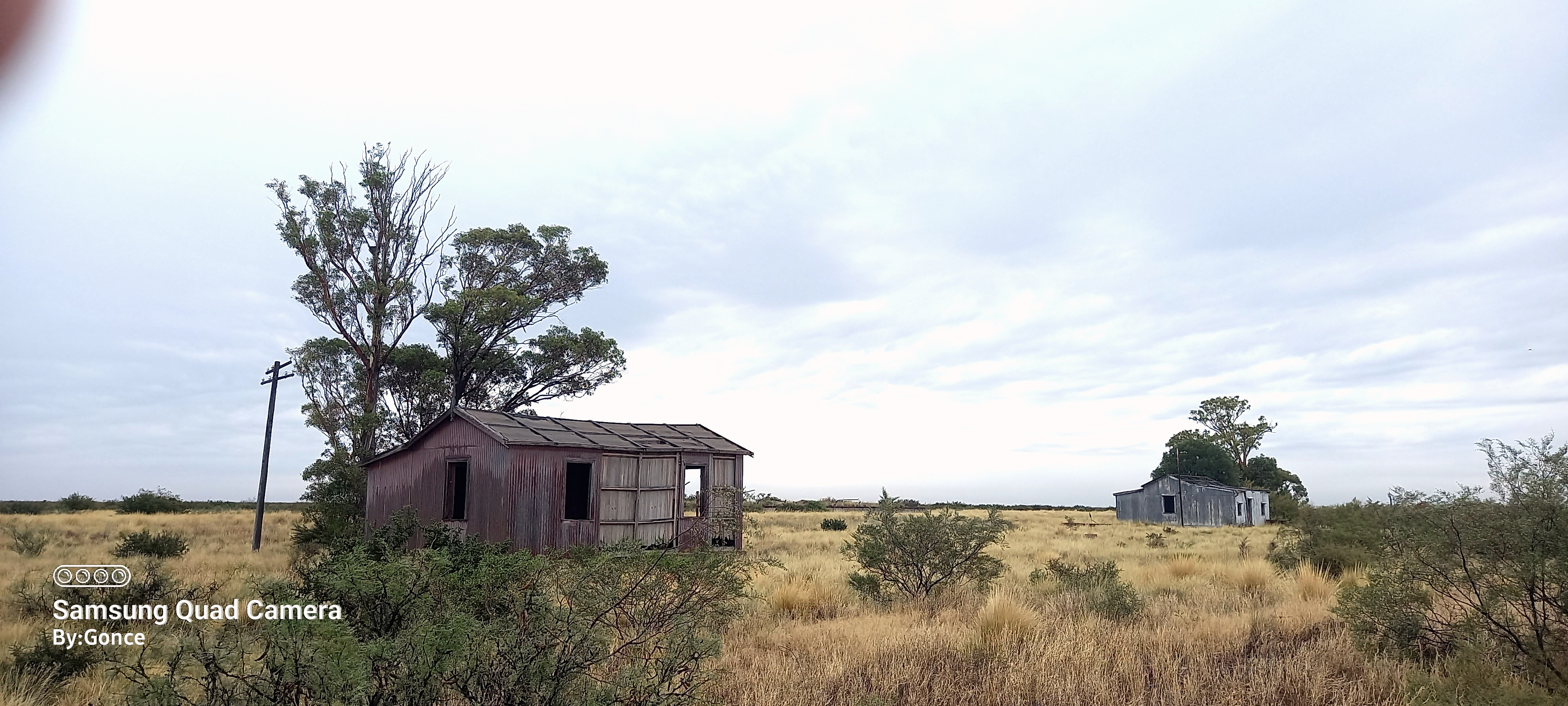
Ambas estaciones homónimas abandonadas y a poca distancia.
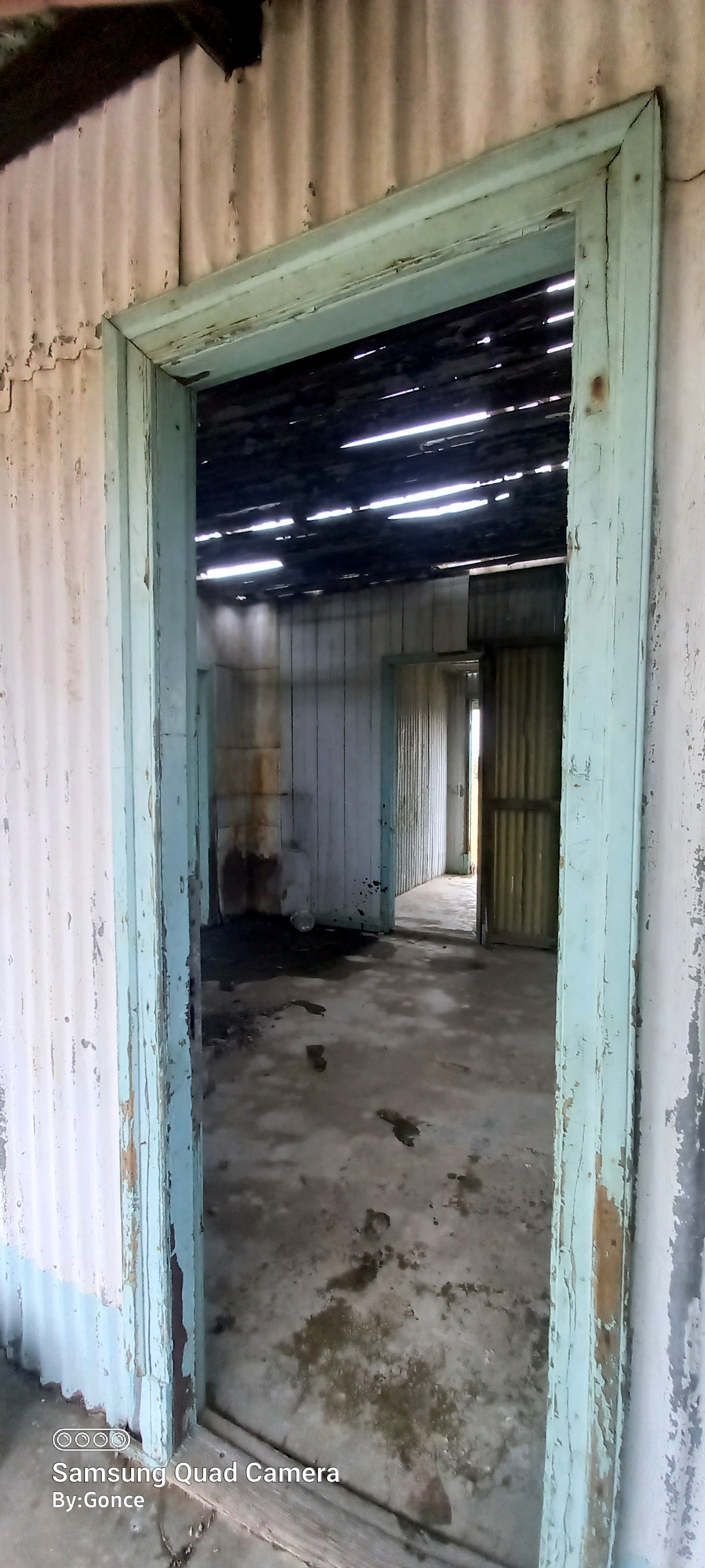
La estación abandonada está comenzando a ser destruida por el clima y el vandalismo.
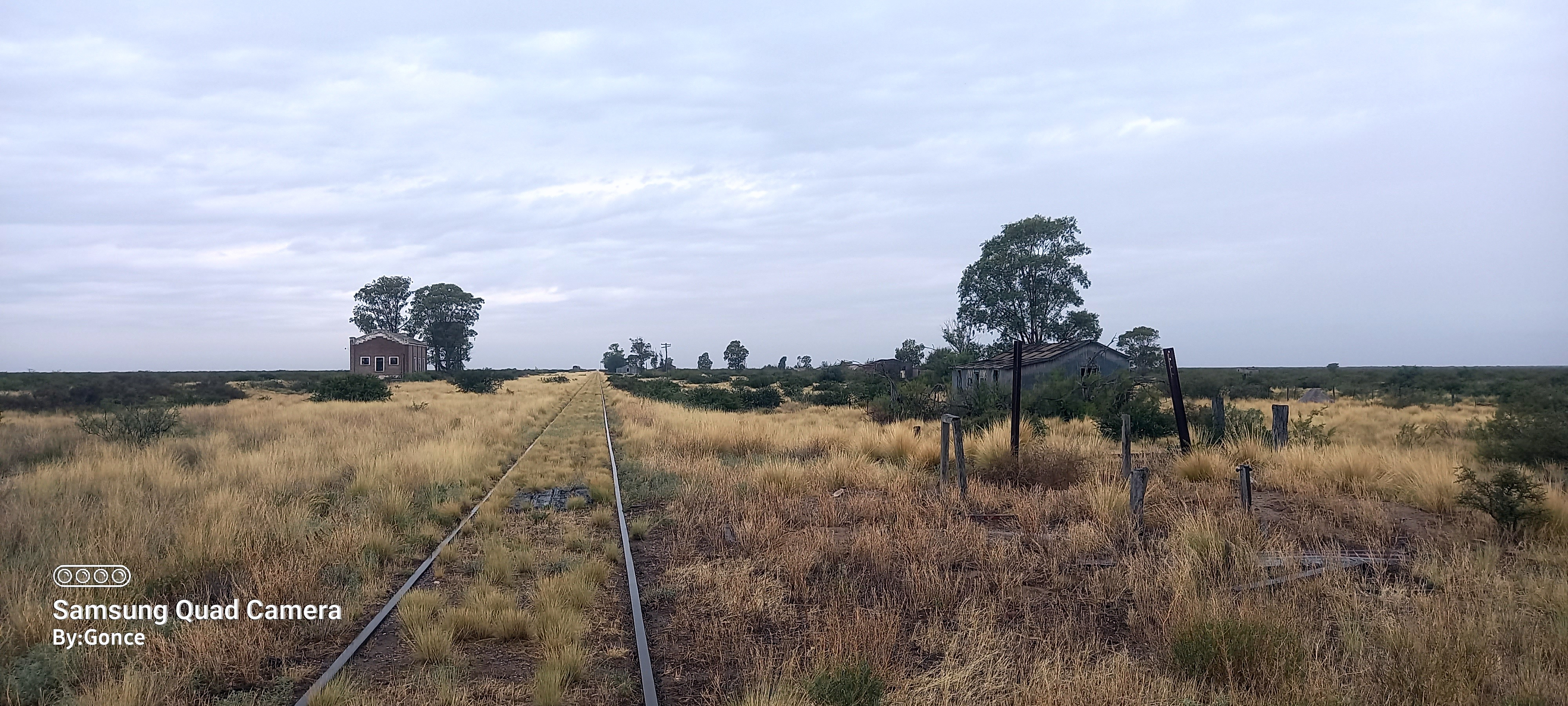
Segundo cartel nomenclador en dirección oeste roto con vista a la vegetación en lo que fue el poblado que aun persiste.
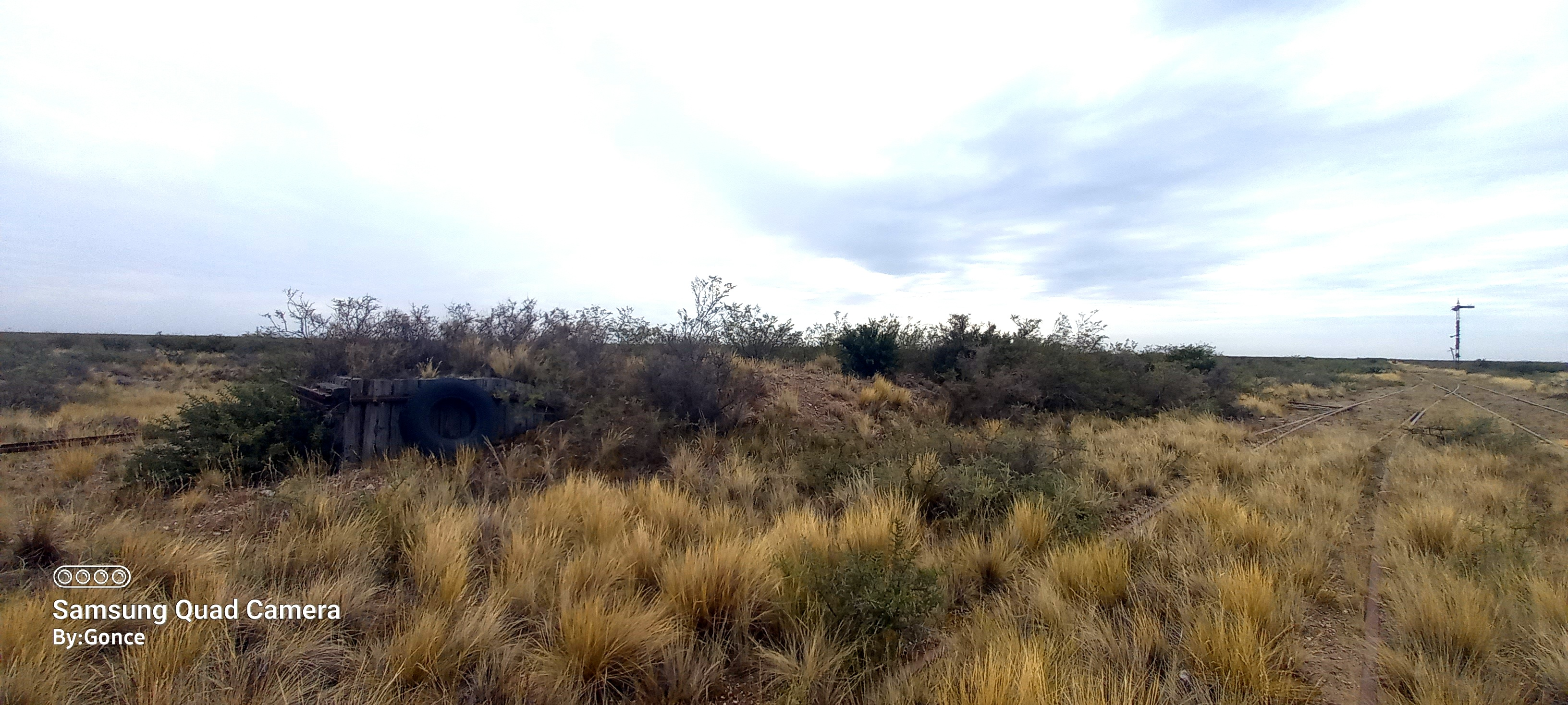
Rampa de punta destinada a diversas cargas.
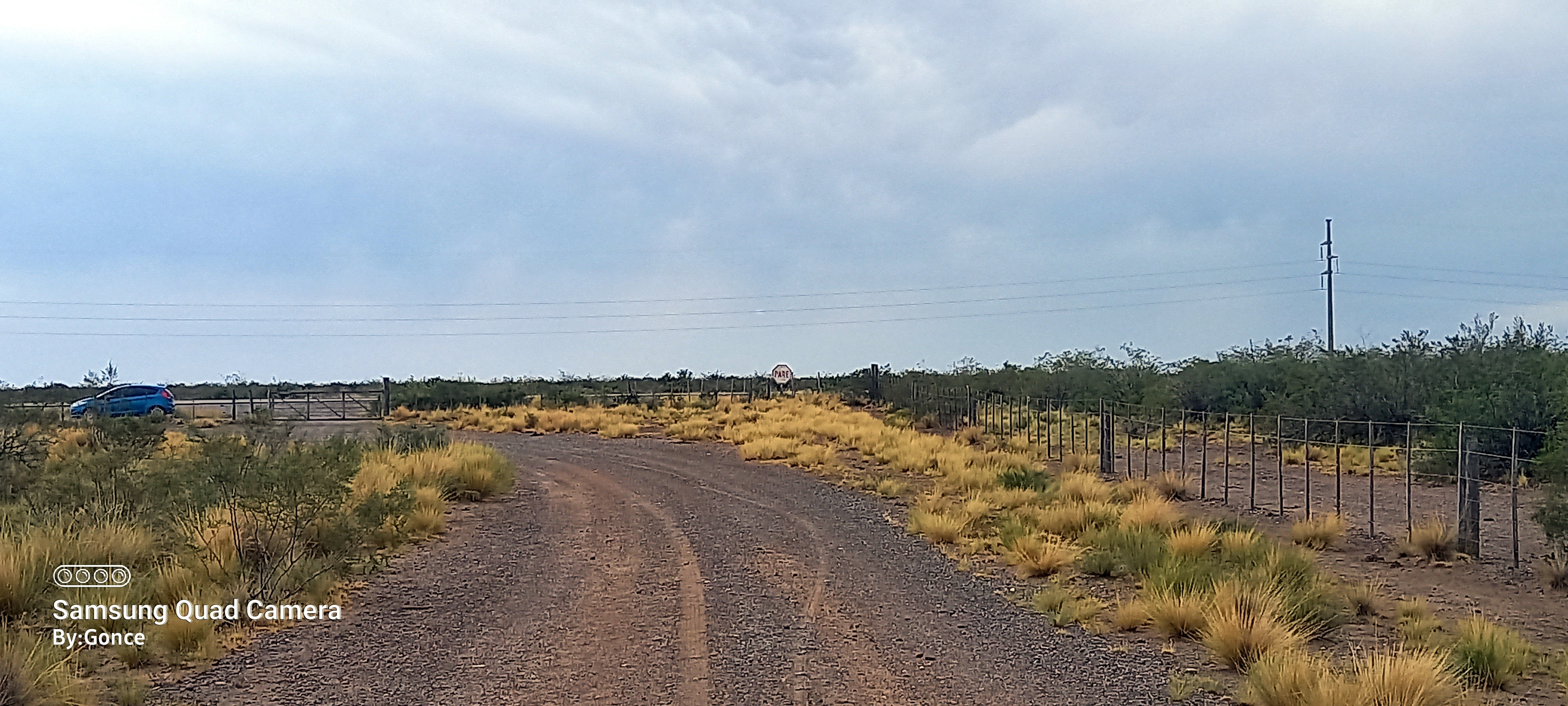
Antigua ruta de ripio a Vintter hoy cerrada por los estancieros para evitar delitos
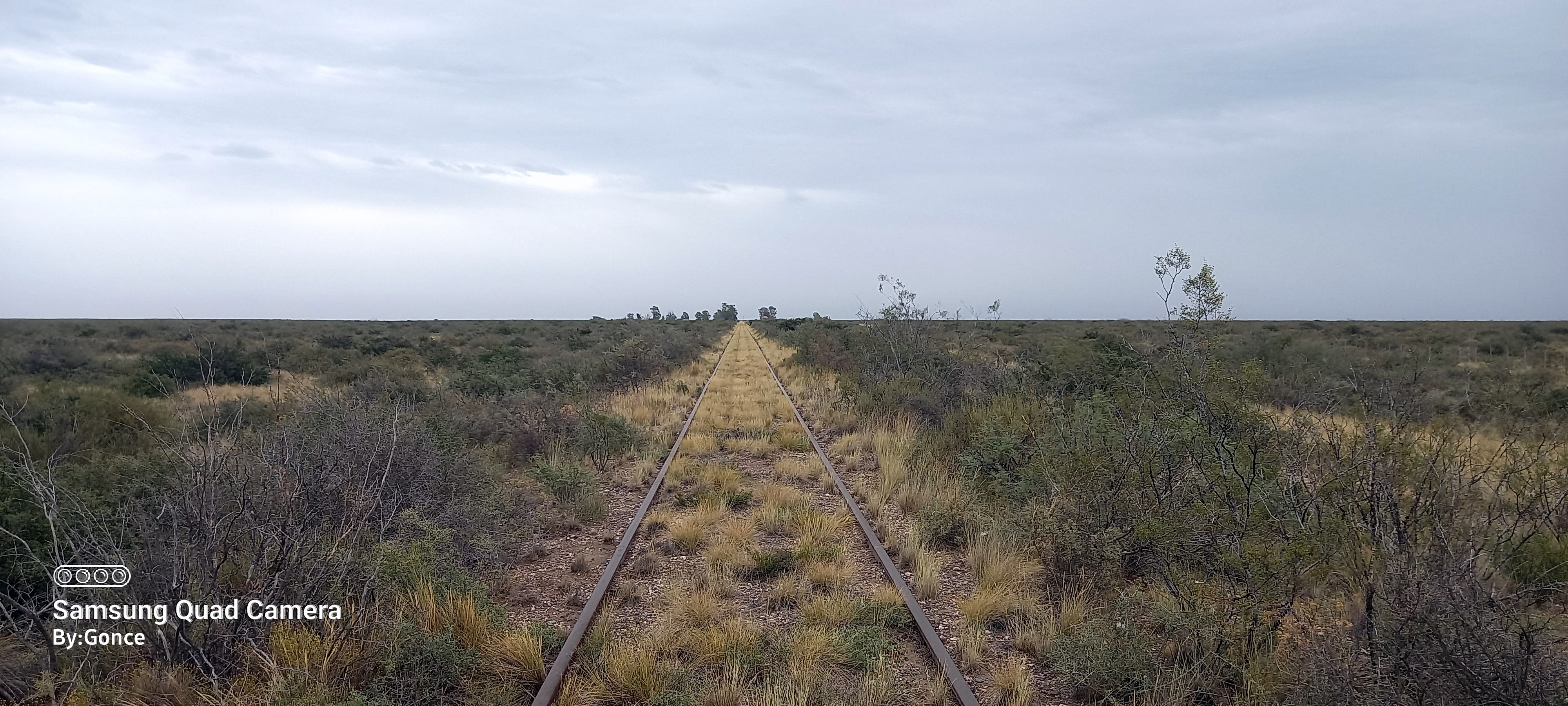
La vía desde Nuevo León hacia Vintter.
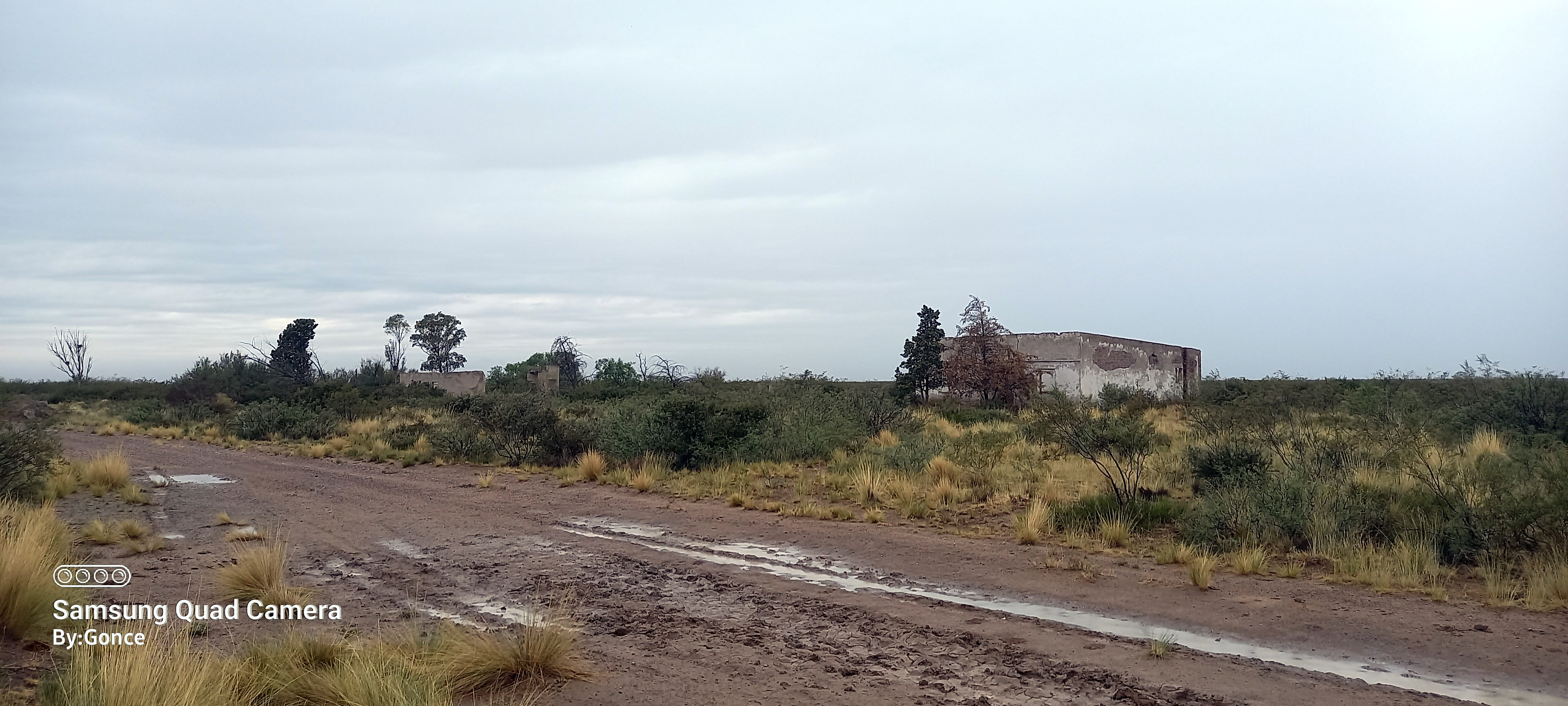
Última de las calles apenas visibles del poblado hoy convertida en camino comunal de las estancias.
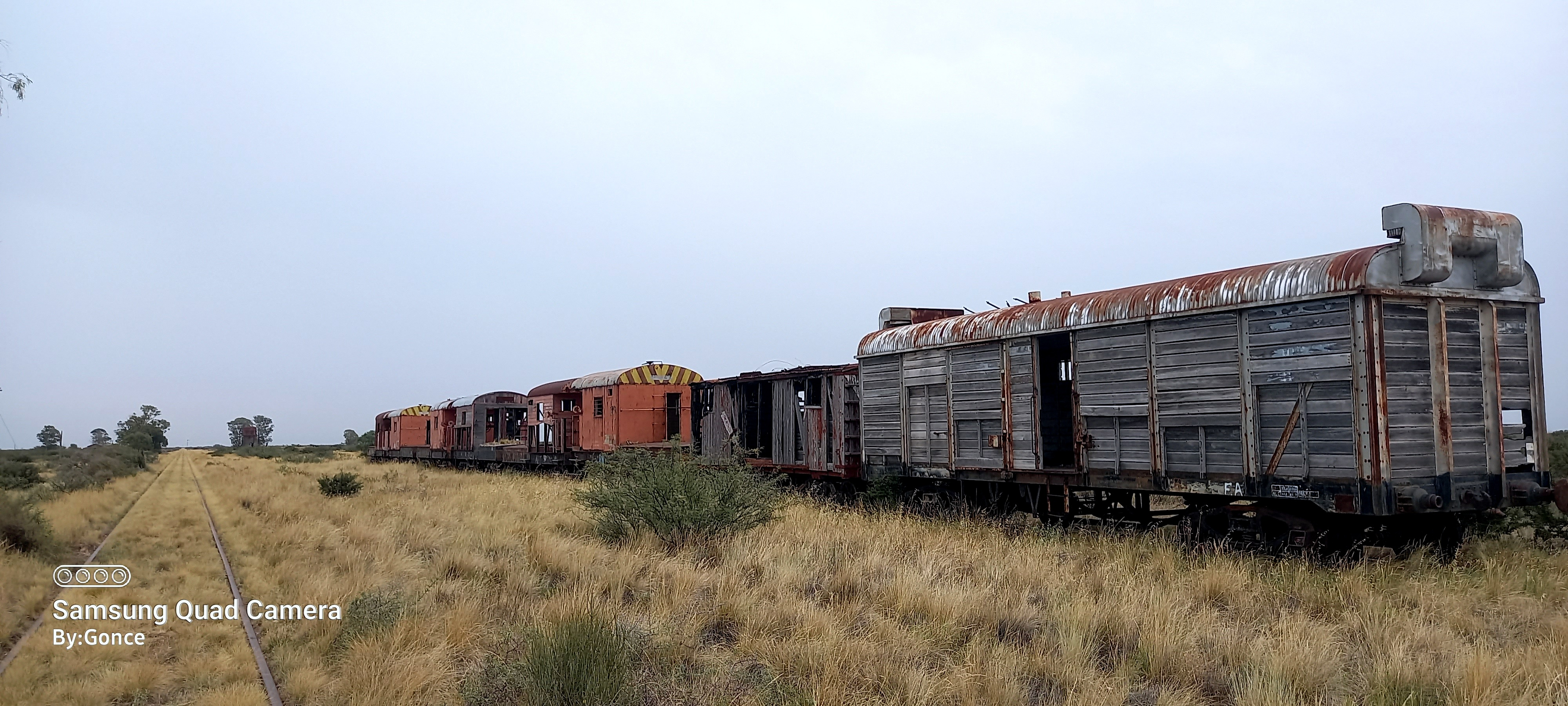
Gran cantidad de vagones de cargas y furgones abandonados en los desvíos cercanos de la estación.
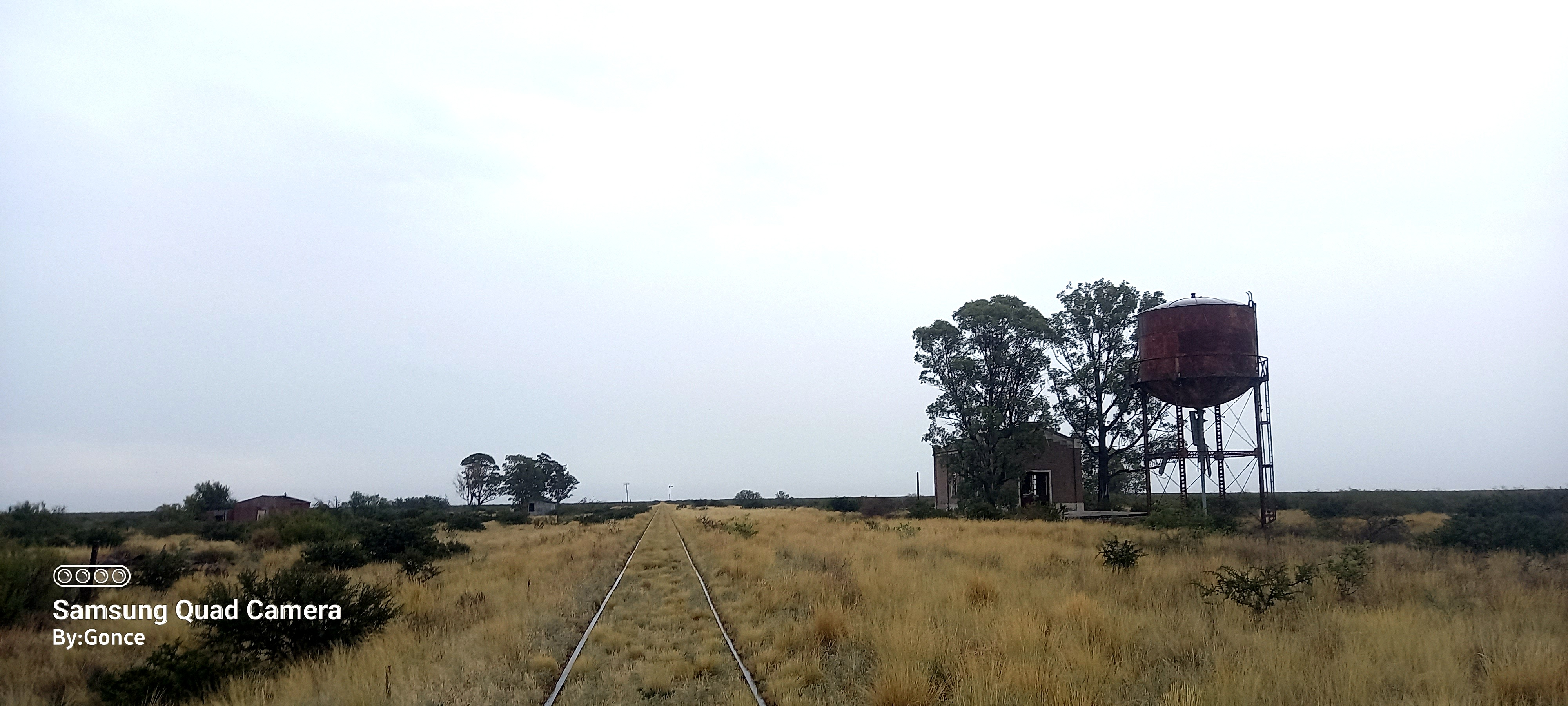
Tanque de hierro justo a la usina y cisternas. Ambas construcciones son vistas como faros a la distancia.
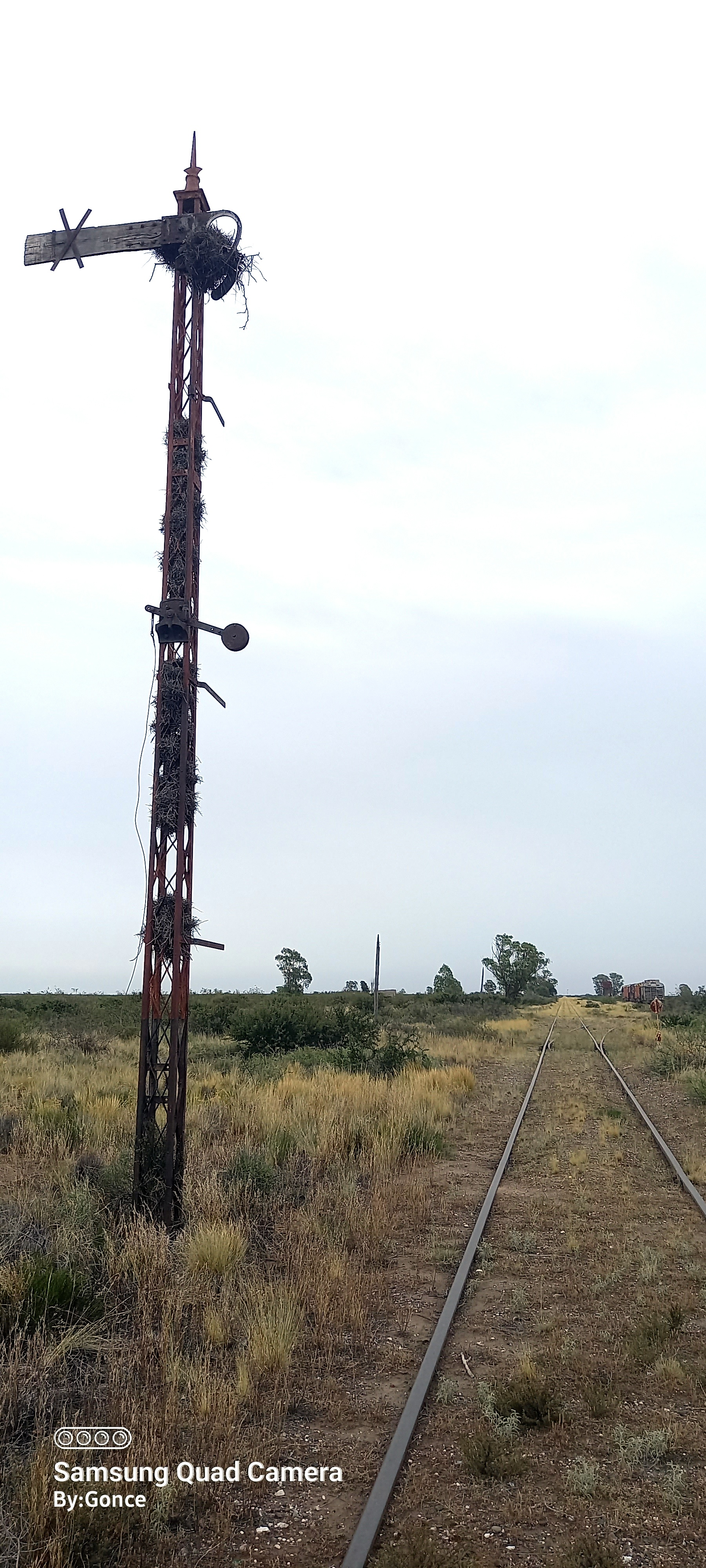
Señal ferroviaria en abandono en la entrada del pueblo abandonado.
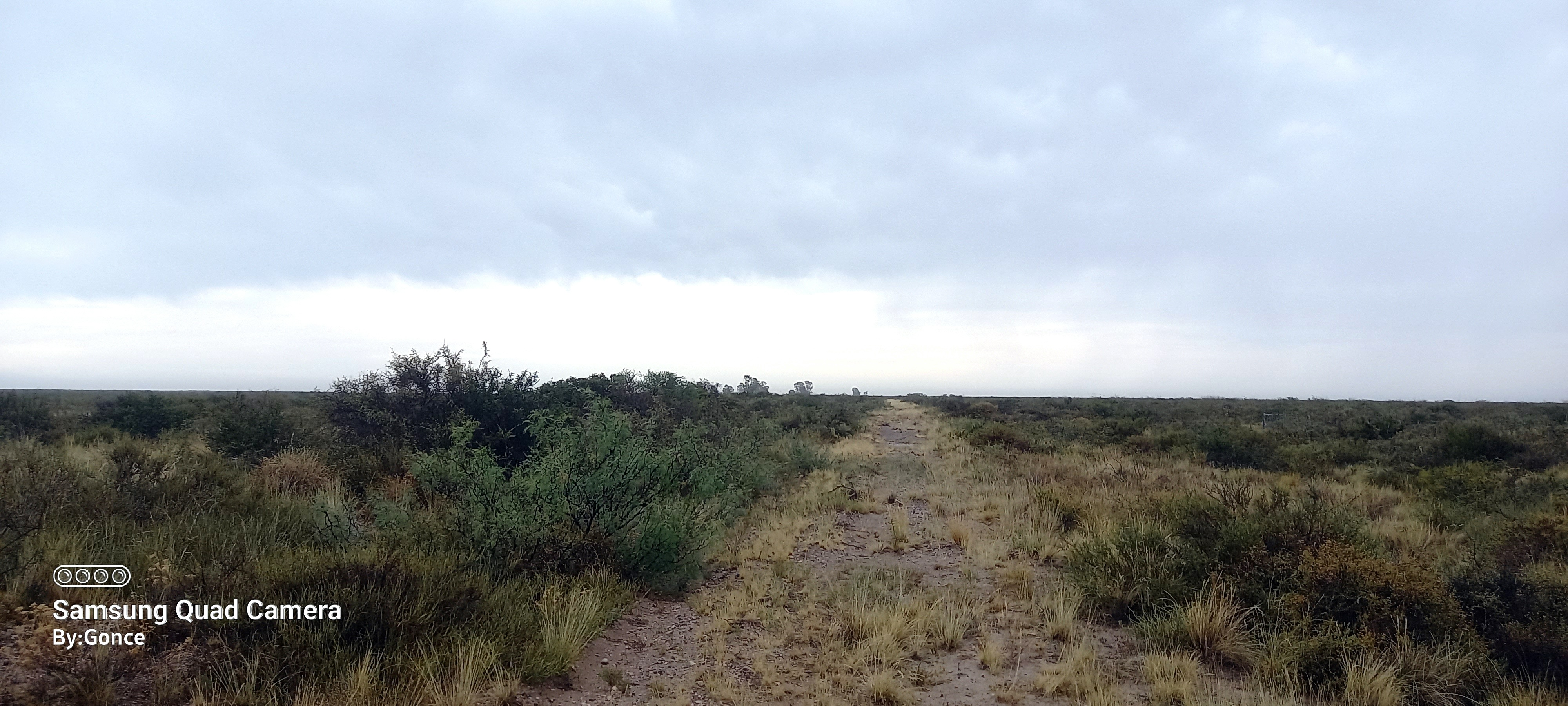
Terraplén de un desvío de la línea al Valle del Río Negro sin vías al costado de la red de trocha ancha a Bariloche.
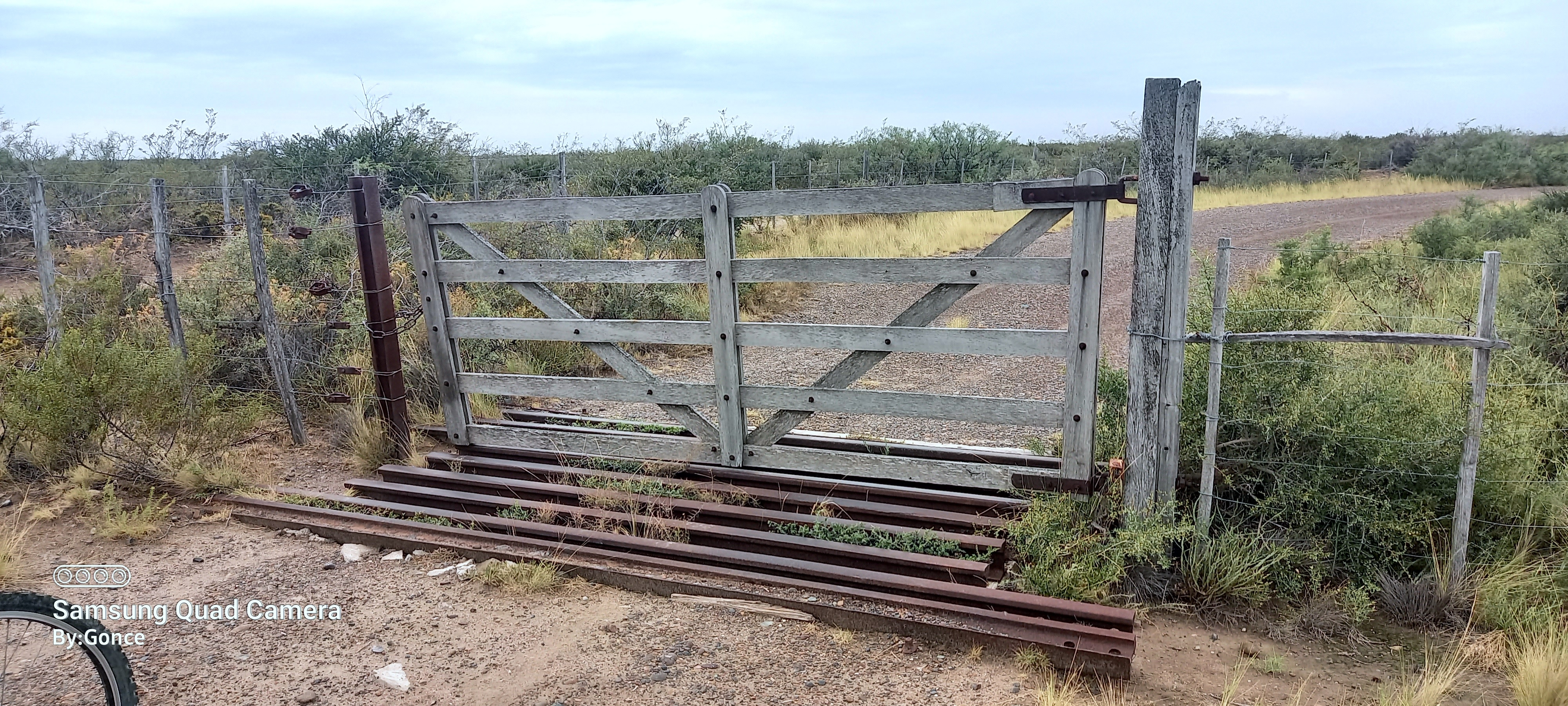
Tranquera en los campos cercanso a Vintter construida con durmientes y vías que pertenecieron al ramal de la remolacha.
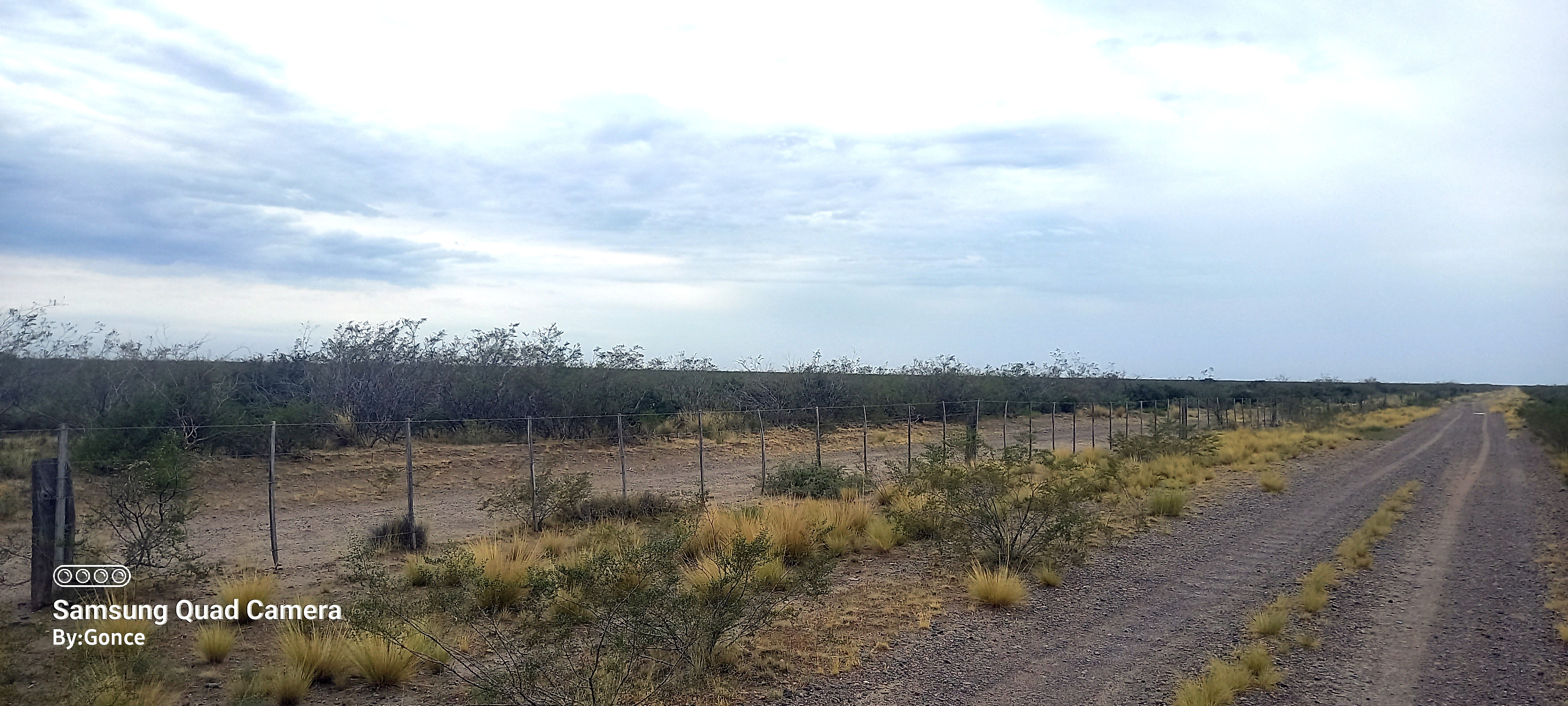
Campos que rodean a la localidad dedicados a al cría de ganado por su aridez. Parte del alambrado se hizo con los durmientes del ferrocarril.